# Crkva sv. Sebastijana u Dubrovniku
Crkva sv. Sebastijana, zaštićeno kulturno dobro u Dubrovniku.

## Opis dobra
Smještena je u sjeveroistočnom dijelu povijesne jezgre u Ulici Sv. Dominika. Longitudinalna jednobrodna kamena građevina s polukružnom apsidom, pravilne orijentacije, presvođena je bačvastim svodom, a sa sjeverne strane presvođenim prostorom spojena je s crkvom dominikanskog samostana. Sagrađena je 1466. godine, nad prostorom gdje se čuvao i klesao kamen, kao zavjet protiv kuge, što potvrđuje i njen titular. Nakon francuske okupacije pretvorena je u vojni zatvor, što je rezultiralo preoblikovanjem prostora i otvora. Danas je izvan kulta te se u njoj nalazi izložbeni prostor.

## Zaštita
Pod oznakom Z-7393 zavedena je kao nepokretno kulturno dobro - pojedinačno, pravna statusa zaštićena kulturnog dobra, klasificiranog kao sakralna graditeljska baština.